# Manuel Cantacuzè (dèspota)
|  | Per a altres significats, vegeu «Manuel Cantacuzè». |

Manuel Cantacuzè (en grec:Μανουήλ Καντακουζηνός, Manouēl Kantakouzēnos), fou el primer governant de la província romana d'Orient de Morea que va fer servir el títol de dèspota; el seu govern va durar des del 25 d'octubre del 1349 fins a la seva mort lluitant contra l'exèrcit del Principat d'Acaia. Li va succeir el seu germà Mateu Cantacuzè, que anteriorment havia estat emperador.

## Batlle de Véria i Constantinoble
Manuel Cantacuzè fou el segon fill de l'emperador romà d'Orient Joan VI Cantacuzè i de la seva esposa Irene Assèn. Donald Nicol creu que va néixer vers el 1326 o poc després.
Manuel és esmentat per primera vegada en els textos històrics el març del 1342 quan ell i el seu germà Mateu Cantacuzè van acompanyar el seu pare des de Demòtica fins a Tessalònica. L'abril de l'any següent l'emperador Joan va entrar a Véria amb l'ajut del rei serbi Esteve Dušan i llavors va nomenar Manuel governant de la ciutat. El juny del 1345, els aliats del seu pare van prendre control de Tessalònica i van enviar una crida d'ajuda a Manuel, però l'exèrcit que hi va enviar va arribar massa tard i ja no va poder fer res per salvar la situació. El 1347 Esteve Dušan li va prendre el govern de Véria i Manuel es va veure obligat a demanar refugi al seu oncle Joan I Àngel-Comnè, que governava Tessàlia. Després que el seu pare obtingués el control de Constantinoble el maig del 1347, va enviar encàrrec a Manuel que hi anés i l'any següent li va confiar el govern de la ciutat. Com a prefecte de la ciutat, Manuel va dirigir la defensa contra l'atac dels genovesos en la guerra del 1348-1349.

## Dèspota de Morea
A l'acabament de la guerra amb la República de Gènova, Manuel fou nomenat governador de Morea pel seu pare i va arribar a aquesta província el 25 d'octubre del 1349. Manuel va ser el primer d'una sèrie de governadors de la Morea que van fer servir el títol de dèspota i van ser parents propers dels emperadors romans d'Orient. Manuel va establir l'ordre en aquesta província mitjançant la destrucció dels aristòcrates locals (arconts) que li feien oposició. El seu govern era tan sòlid que quan Joan VI Cantacuzè va ser obligat a abdicar pel seu gendre Joan V Paleòleg i aquest va voler substituir-lo per un altre de la confiança del nou emperador, Manuel va poder resistir i no es va veure afectat pel canvi d'emperador a Constantinoble. Finalment Manuel fou reconegut pel nou règim com a governador de Morea. Després de l'abdicació del seu pare, que va ingressar com a monjo amb el nom de Josaph, la resta de la família van anar a viure amb Manuel. Alguns enemics de Manuel van fer circular el rumor que el seu germà gran, l'antic emperador Mateu Cantacuzè, planejava reemplaçar-lo com a governador de Morea. Manuel va saber amb el temps que això era una mentida, el va acollir i va compartir amb ell algunes tasques secundàries de l'administració provincial.
Durant la major part del seu govern Manuel va mantenir relacions pacífiques amb els seus veïns llatins i això va assegurar un llarg període de prosperitat dins aquesta àrea. La cooperació grecollatina va incloure una aliança per fer front a les incursions de Murad I a Morea en la dècada del 1360. En la versió aragonesa de la Crònica de Morea es diu que va haver una aliança entre Gautier de Lor, els venecians i els hospitalers, la qual va guanyar una victòria naval sobre la flota turca davant la costa de Mègara, que va acabar incendiant 35 naus enemigues; els supervivents van demanar refugi a Roger de Llúria a Tebes. Per altra banda, a mitjan dècada del 1370 es va veure arrossegat en el conflicte entre Francesco Sansverino, batlle d'Acaia, i la ciutat de Gardiki (actual Anavryto). Va sortir amb un exèrcit que consistia en 1.000 cavallers i 2.000 soldats d'infanteria, que va ser destruït per Sansverino; Manuel va poder escapar amb els supervivents de la batalla. Al final els cavallers francs es van cansar de muntar setge a Gardiki i van abandonar les seves intencions.
Manuel va encoratjar la immigració d'albanesos per repoblar la seva província i així revifar l'economia i obtenir força militar.
A la seva mort el 1380, Manuel va ser succeït en el Despotat de Morea pel seu germà gran, Mateu. L'historiador Donald Nicol creu que Manuel va ser enterrat a Mistràs, al Peloponès.

## Matrimoni i descendència
Manuel va ser promès a Isabelle (o Zampea=Maria) de Lusignan, filla de Guiu de Lusignan, en algun moment abans del 1341, mentre l'emperador Andrònic III Paleòleg encara estava viu. Però quan Andrònic va morir, Guiu va trencar el compromís adquirit amb el pare de Manuel. Llavors Manuel es va comprometre amb la filla de Jovan Oliver, que tenia el títol de voivoda d'Ovče Pole. Després que Joan VI Cantacuzè sortís victoriós de la guerra civil romana d'Orient (1341-1347), Manuel es va afanyar a jurar que encara no s'havien realitzat els vots en aquest segon compromís, per poder-se casar amb Isabelle. Ella va acceptar i es va casar amb Manuel a Morea el 1349 i van viure junts fins a la seva mort. L'historiador Nicol creu que, tot i que hi ha algunes proves que demostren que ella va estar administrant el despotat a la seva mort, no va ser per gaire temps i se'n va anar a viure a Xipre, on tenia família. La parella no va tenir descendència.